# Parc national de Skaftafell
Pour l’article homonyme, voir Skaftafell.
Le parc national de Skaftafell, en islandais Þjóðgarður Skaftafell, est un ancien parc national du sud-est de l'Islande qui a fusionné le 7 juin 2008 dans le nouveau parc national du Vatnajökull avec le parc national de Jökulsárgljúfur et l'essentiel du glacier Vatnajökull auparavant non compris dans un parc national.

## Situation géographique
La maison du parc se situe au lieu-dit de Skaftafell, en bordure de la route 1, au pied de la colline de Skaftafell qui donne son nom a l'ensemble du parc national, à 70 kilomètres à l'est du village de Kirkjubæjarklaustur et à 5 kilomètres du hameau de Svínafell. Un camping avec douches et sanitaires est géré par l'administration du parc.

## Historique
Il a été fondé le 15 septembre 1967 pour protéger le biotope de la crête de Skaftafell ainsi qu'une partie de la plaine de Skeiðarásandur et les langues glaciaires avoisinantes. Sa superficie était alors de 500 km2. Le 27 juin 1984 (1 600 km2), puis de nouveau en 2004, ses frontières ont été largement étendues englobant à présent les deux tiers de la calotte glaciaire du Vatnajökull ainsi que les cratères de Lakagígar pour une superficie totale de 4 807 km2.
Skaftafell était une ferme importante qui devint propriété du clergé puis du roi. Elle était située à proximité de Estragil au lieu-dit Gömlutún (ruines), mais après les redoutables crues de Skeidará provoquées par les éruptions successives de Grímsvötn, les bâtiments furent reconstruits à flanc de colline dans les années 1830-1850.

## Organisation du parc national

### Organisation générale
Le Conservateur du Parc national est chargé de la gestion quotidienne du parc. Des gardiens travaillent avec lui pendant les mois d'été. Leur rôle est de recevoir les visiteurs, de les informer sur le parc et d'assurer que les règles soient respectées. Les visiteurs sont invités à s'informer et se documenter auprès des gardiens et du Conservateur.
La maison du parc national accueille une exposition permanente expliquant tout ce qu'il y a à savoir sur le parc aussi bien sur les aspects géologiques, humains, historiques, etc. Le moment fort de cette exposition est la projection du film de l'éruption de Grímsvötn (plus précisément Gjáinn) et du jökulhlaup qui en découla et ravagea la plaine de Skeiðarásandur en 1996.
Il n'existe aucune route carrossable dans le parc national, à part celles qui conduisent aux fermes.

### Règles du parc
1. Il est interdit de camper ou de dormir dans un camping-car ou caravane en dehors des terrains de campings réservés à cet effet à moins d'avoir obtenu préalablement une autorisation spéciale de la part du Conservateur.
2. Il est interdit de détruire la nature de quelque façon que ce soit : cueillir ou ramasser des fleurs, champignons, arracher des branches aux arbres, verser de l'eau chaude sur la végétation, emporter des pierres, endommager des orgues basaltiques ou autres formations géologiques, déranger les animaux, ériger des cairns, etc.
3. Pour préserver le site de l'érosion, il est interdit de sortir des sentiers tracés.
4. Comme c'est la règle sur l'ensemble du territoire Islandais, il est interdit à tout véhicule, motorisé ou non, de sortir des routes et des pistes.

## Les principales zones du parc
- La caldeira du Grímsvötn

Il s'agit du volcan le plus actif d'Islande et c'est donc l'un des symboles du parc national. Cette zone située au milieu du Vatnajökull reste très difficile d'accès mais le survol de la calotte en avion est possible depuis le petit aérodrome de Skaftafell.
- Les Lakagígar.

Du 8 juin 1783 au 7 février 1784, l'écorce terrestre se déchira au sud-ouest du Vatnajökull entre la rivière Skaftá et la langue glaciaire de Síðujökull. Ce fut le début d'une des plus grandes éruptions qu'ait connues l'Homme depuis la dernière ère glaciaire. Une piste de 50 km (aller), ponctuée de plusieurs gués et donc uniquement réservée aux 4 × 4, mène à cette fissure éruptive composée d'un alignement d'environ 135 cratères.
- Le Skeiðarárjökull

Il s'agit d'une vaste langue glaciaire qui accueille les visiteurs le long de la route 1 avant d'arriver au parc national de Skaftafell, Le jökulhlaup de 1996 s'écoula sous cette masse de glace pour détruire en quelques heures la plaine de Skeiðarásandur ainsi que toutes les infrastructures (routes, ponts...) coupant le passage entre l'est du pays et l'ouest, par la côte sud.
- Le Skeiðarársandur

Cette vaste plaine désolée est la plus vaste zone de nidification du grand Labbe en Islande. On trouve, le long de la route n⁰1 qui la traverse d'est en ouest, un parking sur lequel ont été implantés des panneaux décrivant l'éruption de 1996.
- La colline de Skaftafell

Les nombreux sentiers tracés sur cette large crête permettent aux promeneurs d'accéder à de nombreux lieux et panoramas caractéristiques du parc tels que : la vallée glaciaire de Mórsárdalur, la cascade de Svartifoss entourée d'orgues basaltiques, la maison de Sel, l'aiguille de Kristínartindar... Avant d'entreprendre toutes balades, il est préférable de se renseigner auprès de la maison du parc.
- la caldeira et le glacier d'Öræfajökull

Il s'agit d'une caldeira recouverte par les glaces du Vatnajökull qui prend alors le nom de Öræfajökull. Sur le bord de cette caldeira se trouve le Hvannadalshnjúkur, plus haut sommet d'Islande (2 110 m). De nombreuses langues glaciaires secondaires s'écoulent de Öræfajökull.
- les Esjufjöll

Les montagnes d'Esjufjöll constituent un petit massif complètement entouré par les glaces du Vatnajökull. Cette disposition géographique a permis à la flore de se développer sans aucune influence extérieure (hommes, animaux).
- le Breiðamerkurjökull et la Jökulsárlón

Dès les années 1930, la langue glaciaire de Breiðamerkurjökull commença à se retirer, créant un vaste lagon appelé Jökulsárlón où de nombreux icebergs flottent essayant de rejoindre l'océan tout proche. Il n'est pas rare d'y apercevoir de nombreux phoques chassant ou se reposant au soleil. En été, une colonie de sternes arctiques nidifie à proximité du chenal qui fait la jonction entre le lagon et l'océan.
Il est à noter que cette zone n'est pas incluse à proprement parler dans le parc national de Skaftafell.
- le Skálafellsjökull

Située sur la partie sud-est du Vatnajökull, cette langue glaciaire est accessible en véhicule 4 × 4. Une piste mène au refuge et restaurant panoramique de Jöklasel.

## Sources
- (en) Ari Trausti Guðmundsson, Volcanoes in Iceland : 10,000 Years of Volcanic History, Reykjavík, Vaka - helgafell, 1996, 136 p. (ISBN 9979-2-0348-X)Ouvrage de vulgarisation sur les principaux volcans d'Islande

- (is) Ari Trausti Guðmundsson, Íslenskar Eldstöðvar, Reykjavík, Vaka - helgafell, 2001, 320 p. (ISBN 9979-2-1596-8)Ouvrage de vulgarisation sur les principaux volcans d'Islande

- (is) Mál og Mennin, Kortabók : Atlas routier, Reykjavík, Edda, 2004, 128 p. (ISBN 9979-3-2002-8)Atlas routier d'Islande